# Echolocation
Echolocation ist ein Jazzalbum der Mendoza Hoff Revels um Ava Mendoza und Devin Hoff. Die wohl um 2022 in den Park West Studios, New York City, entstandenen Aufnahmen erschienen am 13. Oktober 2023 auf AUM Fidelity.

## Hintergrund
Echolocation ist das Debütalbum der Mendoza Hoff Revels, einer Gruppe unter der Leitung der E-Gitarristin Ava Mendoza und des E-Bassisten Devin Hoff. Es ist gleichzeitig ihr erstes gemeinsames Werk auf Tonträger. Sie nahmen acht Eigenkompositionen in Quartettbesetzung auf; hinzu kamen der Tenorsaxophonist James Brandon Lewis und der Schlagzeuger Ches Smith.
Der Albumtitel bezieht sich auf die Echoortung von Lebewesen wie Fledermäusen bis zu Delfinen und Walen, die Schall nutzen, um ihren Weg durch Raum und Zeit zu finden, indem sie Schallbrechungen entschlüsseln.

## Titelliste
- Mendoza Hoff Revels: Echolocation (AUM Fidelity AUM 117)[1]

1. Dyscalculia 7:05
2. Echolocation 6:44
3. Interwhining 6:50
4. Babel-17 5:44
5. New Ghosts 5:01
6. Diablada 4:44
7. The Stumble 6:52
8. Ten Forward 6:09

Die Kompositionen 2, 3, 5 und 6 stammen von Ava Mendoza, 1, 4, 7 und 8 von Devin Hoff.

## Rezeption

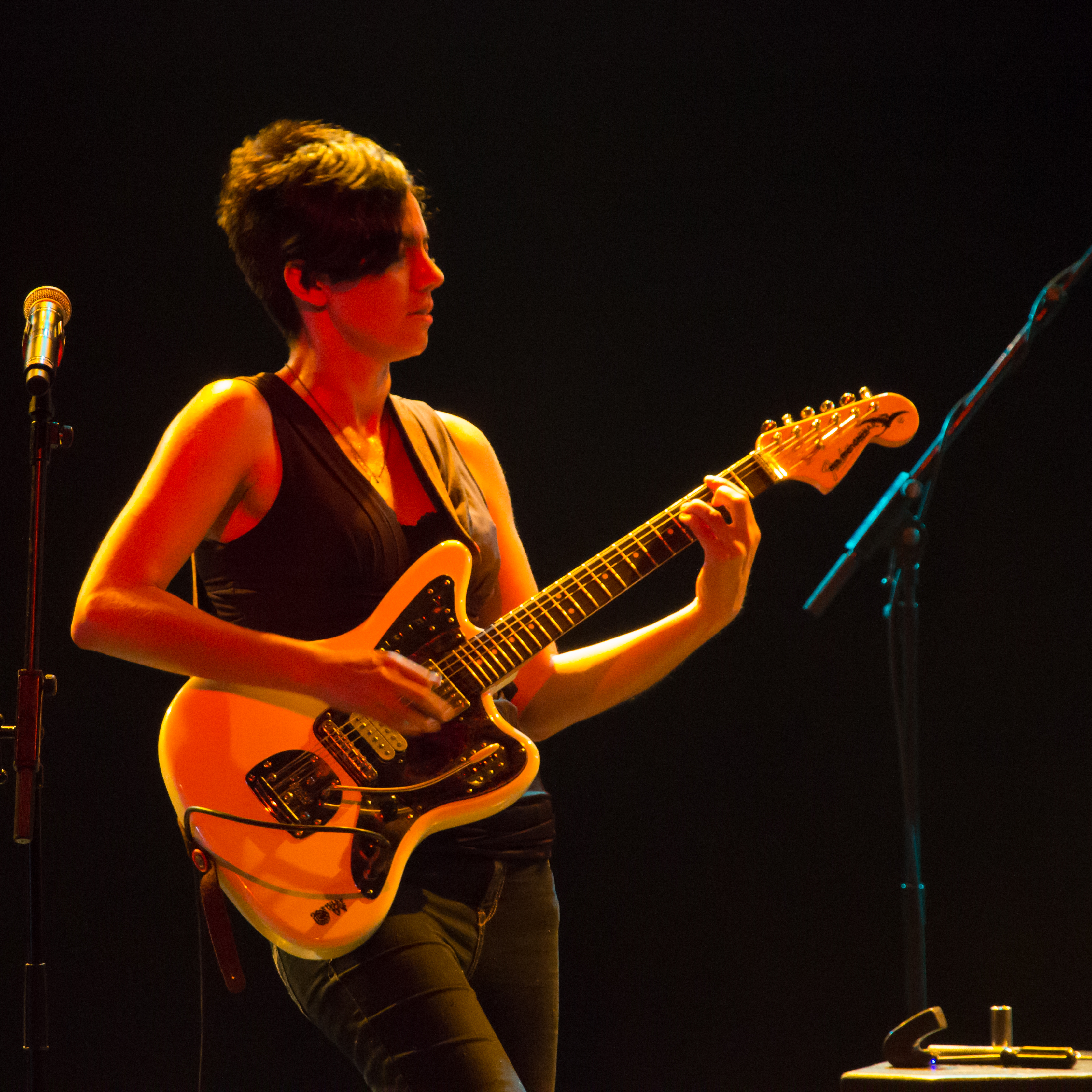
Ava Mendoza (2014)

Die in Brooklyn lebende Gitarristin Ava Mendoza würde seit anderthalb Jahrzehnten faszinierende Musik machen, sowohl mit ihrer eigenen Gruppe Unnatural Ways als auch in Zusammenarbeit mit einer Vielzahl von Kultmusikern, darunter Matana Roberts, Fred Frith sowie Negativland und Violent Femmes, schrieb Sean Kitching in The Quietus. Oftmals würden sehr fähige Gitarristen, die in einer Improvisationsumgebung spielen, dazu neigen, in einer Schleife aus zunehmendem Shreddern stecken zu bleiben, und während dies im viszeralen Sinne aufregend sein kann, insbesondere in einer Live-Umgebung, bestehe dann die Gefahr, dass eine solche anhaltende Geschwindigkeit nach einer Weile größtenteils zu Oberflächengeräusch werde. Doch Mendoza sei sich dessen bewusst und sowohl ihre als auch Hoffs Kompositionen würden eine Vielfalt an Texturen und Stimmungen bieten, ohne ihre inhärente Kraft zu opfern.
Der Opener „Discaluculia“ sei ein fantastischer Eröffnungstrack, der jedoch nicht wirklich den Ton für den Rest des Albums vorgebe, schrieb Kitching weiter. Nach solch einem vollen Riffing geht der Titeltrack „Echolocation“ einen spacigeren Weg mit langen Gitarren-Sustains und dem gefühlvollen und lyrischen Saxophon von James Brandon Lewis, das an die Arbeit von Pharoah Sanders in Sonny Sharrocks „Ask the Ages“ (1991) erinnere. Tatsächlich komme bei diesem Album keine Langeweile auf, und sowohl die unmittelbare Oberfläche als auch die immersiven Tiefen, die sich erst beim späteren Hören offenbarten, böten eine Fülle von Freuden für jeden, der bereit sei, etwas Zeit damit zu verbringen.
Unter den führenden Gitarristen von heute, die die Kraft von Rockmusik und Avantgarde-Jazz vereinen – eine Liste, die Nels Cline, Marc Ribot, Mary Halvorson und Brandon Seabrook umfassen muss – sei Ava Mendoza möglicherweise diejenige mit der stärksten Verbindung zur Punk-Tradition, meint Troy Dostert in All About Jazz. Mit acht raffiniert gestalteten Stücke, die sich gekonnt an der Grenze zwischen Free Jazz und harter Rock-Intensität bewegten, sei dies eine Veröffentlichung, die garantiert die Aufmerksamkeit errege und nicht loslasse, bis sie ihren Standpunkt nachdrücklich dargelegt habe. Die Interessen ihrer Kollegen seien ebenso weitreichend, da Smith in seinem eigenen Ansatz seit langem pan-idiomatisch sei, wie zuletzt auf seinem Interpret It Well (2022) gezeigt wurde, und Lewis überrasche weiterhin mit seinen gelegentlichen Streifzügen in die Rockmusik. Ähnlich berühre Lewis solches Terrain wie in Eye of I (2023), zu dem er das Avant-Rock-Trio Messthetics einbezog.
Mendozas Musik verbinde Free-Jazz-Leidenschaft mit sengender, lauter Rock’n’Roll-Energie wie keine andere seit dem 1994 verstorbenen Sonny Sharrock, schrieb Phil Freeman in Ugly Beauty/Stereogum. Wenn man William Parkers Album Mayan Space Station, auf dem sie und Schlagzeuger Gerald Cleaver zu hören sind, noch nicht gehört habe, dann sollte man dies nachholen. Ihr neuestes Projekt, Mendoza Hoff Revels, sei harte Kost. Der Titelsong ihres Debütalbums ist eine langsame, wandernde Halbballade; James Brandon Lewis trage eine Zeit lang die Hauptmelodie, dann würde Mendoza sie aufnahmen und ein Solo spielen, das klinge, als würde Neil Young eine Telecaster benutzen. Hoff und Smith würden eine straffe, rumpelnde Rhythmusgruppe bilden, die die Dinge verankere, aber auch etwas Funk hinzufüge, um die Musik voranzutreiben.
„Echolocation“ ist ein Album wie ein Hochofen, bei dem Mendoza stark zur Verzerrung tendiere, tatsächlich auch Hoff, schrieb Nate Chinen (National Public Radio). Es gebe
offensichtliche Präzedenzfälle dafür im glühenden Jazz-Rock von Sonny Sharrock und einem gewissen John McLaughlin und in jüngerer Zeit im metallischen Prog-Jazz von Hedvig Mollestad. Aber die Melodien seien deutlich von Hoffs und Mendozas Sensibilität geprägt und unauslöschlich auch von der Vierergruppe, die unverkennbar nach einer Band klingt. Lewis – dessen eigene zwei Veröffentlichungen des Jahres, Eye of I und For Mahalia, with Love, auf einer erweiterten Bestenliste erscheinen würden – liefere eine unglaubliche Leistung aus dem Herzen des Sturms.